# Napels (metropolitane stad)
De  Città Metropolitana di Napoli (Italiaans voor "metropolitane stad Napels") is als metropolitane stad een Italiaanse  bestuurslaag ingesteld door de Wet 142/1990 op de hervorming van de lokale overheidsorganen, in werking getreden op 1 januari 2015. De entiteit bestaat uit Napels met omliggende gemeenten en is de rechtsopvolger van de bestaande provincie. Aan het eind van 2014 heeft de Metropolitane Raad zijn nieuwe statuut vastgesteld.
De metropolitane stad Napels is gelegen in de Zuid-Italiaanse regio Campanië. In het noorden grenst ze aan de provincie Caserta en in het oosten aan de provincies Avellino en Salerno. Tot het territorium van de metropolitane stad behoren ook de eilanden Capri, Ischia en Procida.

## Territorium

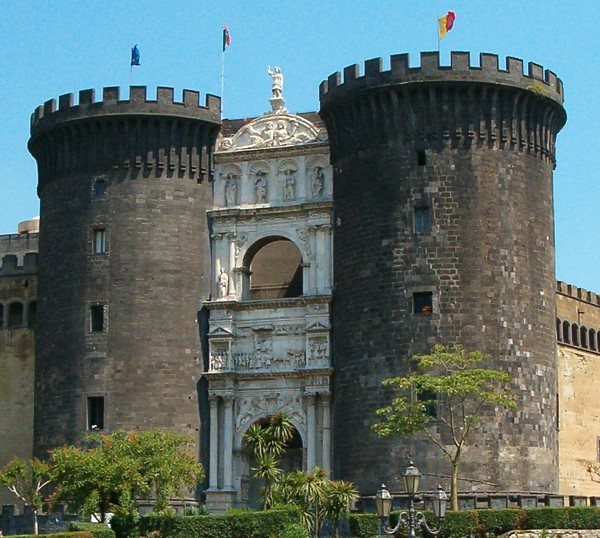
Napoli: Castel Nuovo

De metropolitane stad is de dichtst bevolkte metropolitane stad van Italië. Vooral het noordelijke gedeelte, rondom de metropool Napels is zeer dichtbevolkt.
In het centrum van de metropolitane stad ligt de beruchte vulkaan Vesuvius. De directe omgeving ervan is ook dichtbevolkt, mede vanwege de vruchtbare grond. Het schiereiland van Sorrento in het zuiden is het belangrijkst voor het toerisme. In Pompeï en Herculaneum zijn de resten te zien van de in het jaar 79 door de vulkaan verwoeste steden. Onder andere vanuit Sorrento vertrekken de boten naar het eiland Capri. Aan de andere zijde van het schiereiland ligt de tot de provincie Salerno behorende Amalfikust.

## Bezienswaardigheden
- Napels

De hoofdstad van Campanië staat bekend om haar chaos. Veel mensen vrezen de stad om de gevaarlijke rijstijl van de Napolitanen. Napels is gelegen in de baai die zijn naam draagt. Het oude, recent opgeknapte, centrum telt vele monumenten.
- Vesuvius en Flegreïsche velden

De vulkanische gebieden van de provincie zijn makkelijk toegankelijk. De krater van de Solfatare is gelegen in de Flegreïsche velden (Campi Flegrei), hier komen voortdurend gassen omhoog uit de hete grond. Het gebied rondom de velden is voortdurend in beweging, zo is de stad Pozzuoli de laatste 30 jaar drie en halve meter hoger komen te liggen. Vanuit Herculaneum (Ercolano) loopt een goed berijdbare weg tot net onder de 1279 meter hoge top. Van daar uit is de kraterrand binnen 20 minuten wandelen bereikt.
- Schiereiland Sorrento

Sorrento was een van de eerste toeristenoorden van Italië. Het is dan ook helemaal op het toerisme gericht. Het ligt strategisch in de Golf van Napels ten opzichte van het eiland Capri, de Amalfitaanse Kust en de hoofdstad Napels. Het centrum van de stad bezit weinig bezienswaardigheden, hier draait het meer om de sfeer.
- Capri en Ischia

De twee grootste eilanden van demetropolitane stad, beide bergachtig. In het geval van Ischia gaat het om een uitgedoofde vulkaan. Capri's topattracties zijn de Faraglioni, drie rotspieken die uit zee oprijzen. Capri is een populaire bestemming bij de jetset, veel dure winkels en grote jachten. Ischia is authentieker en rustiger. Het eiland bezit veel natuurschoon. Het uitzicht over de Golf van Napels vanaf de 788 meter hoge top van de Monte Epomeo is onvergetelijk.

## Belangrijke plaatsen
- Napels (993.386 inw.)
- Giugliano in Campania (103.735inw.)
- Torre del Greco (89.198 inw.)
- Casoria (82.557 inw.)
- Pozzuoli (80.956 inw.)
- Castellammare di Stabia (66.339 inw.)

## Bekende families
- Winspeare

## Foto's

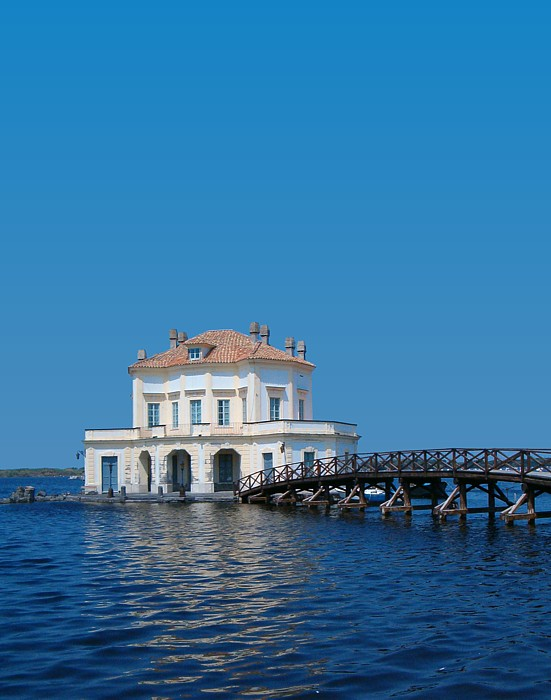
Casino Reale
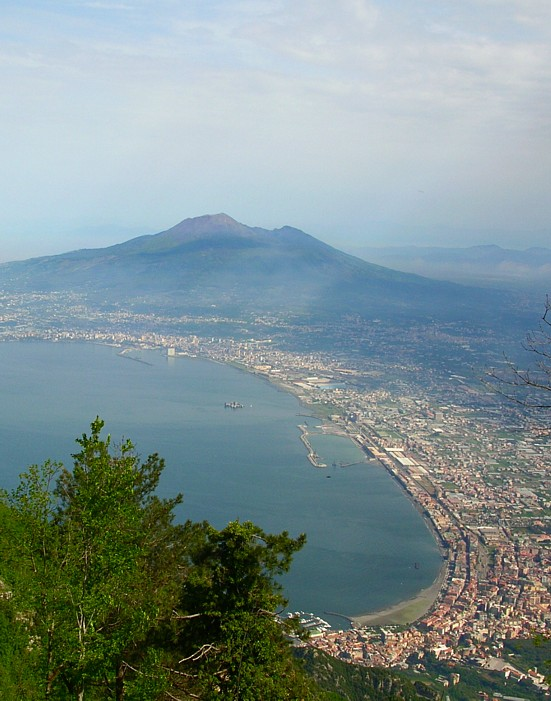
Golf van Napels
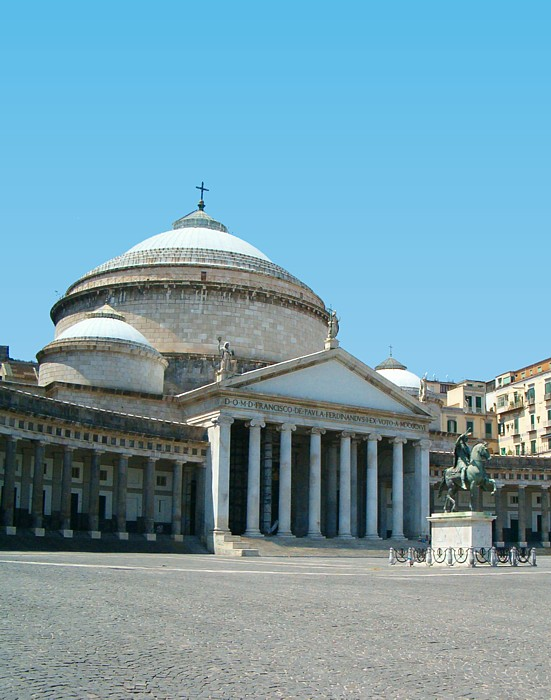
Piazza Plebiscito
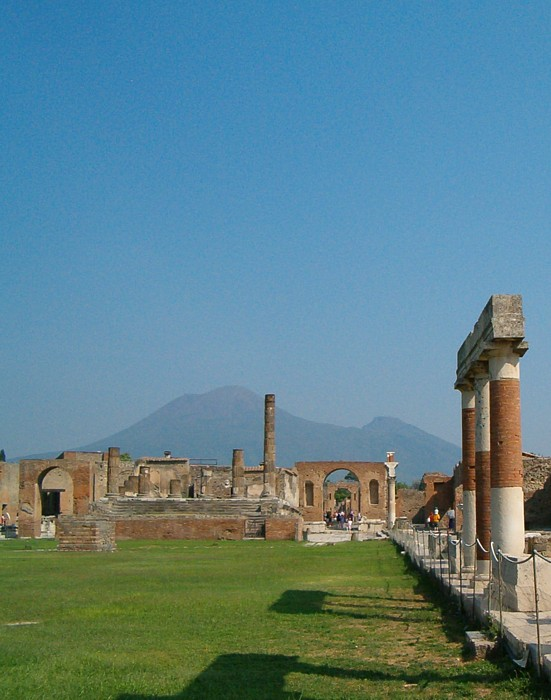
Pompei